# Henri de Montaut
Henri de Montaut, podpisywał się także m.in. jako: Henri de Hem, Monta i Hy (ur. 13 czerwca 1830 w Paryżu, zm. w 1890 lub 1900 tamże) – francuski rysownik, pisarz i ilustrator. Obok Édouarda Riou i George’a Roux był jednym z autorów ilustracji do książek Juliusza Verne’a z serii Niezwykłe podróże. W 1871 został Kawalerem Legii Honorowej.
Był także redaktorem naczelnym francuskiego magazynu „Le Journal illustré”.